# Баэс, Элиас
Элиас де Хесус Баэс Сотело (исп. Elías de Jesús Báez Sotelo; род. 18 октября 2004, Рафаэль-Кастильо, Буэнос-Айрес) — аргентинский футболист, защитник клуба «Сан-Лоренсо».

## Клубная карьера
Баэс — воспитанник клуба «Сан-Лоренсо». 7 апреля 2024 в матче против «Дефенса и Хустисия» он дебютировал в аргентинской Примере.